# Debreceni VSC (labdarúgás)

## Története

### A kezdetek
A DVSC 1902. március 12-én alakult meg. Akkor még Egyetértés Futball Club néven szerepelt, majd 1912 nyarán önállósította magát, és létrejött a Debreceni Vasutas Sport Club. A csapat az 1916-1917-es és az 1917-1918-as Hadibajnokság Északi Kerületében vett részt.
Az első világháború befejeződésével nem volt tovább szükség a Hadibajnokságokra, helyettük 1920-tól regionális alapokon szerveződő kerületi ligákban játszottak a vidéki klubok. A DVSC a Keleti Kerület (KLASZ) bajnoka volt 1921-ben, 1923-ban, 1924-ben,vasutas klubnak, hogy 1926-ban létrejött a profizmus. Debrecenben megalakult a Bocskai FC, amely a DVSC, DKASE és a DTE játékosaiból szerveződött néhány hónap alatt. Másfél évtizeden keresztül ez a gárda volt Debrecen legjobb labdarúgócsapata, amely 1930-ban kupagyőztes, az 1933-34. évi bajnokságban pedig bronzérmes lett, míg a DVSC alacsonyabb osztályokban szerepelt.
1940 tájékán a merev profi-amatőr szétválasztás megszűnt, a Bocskai anyagi okok miatt feloszlott, így újra a DVSC lett a város első számú labdarúgócsapata, amely ettől kezdve mindent megpróbált az élvonalba kerüléshez. Ez végül az 1942-43-as bajnokságban vált valóra, ám nem tartott sokáig, mert négy évre rá megtörtént az első kiesés a klub történetében, amit 1993-ig még hét követett, sőt 1967-ben a DVSC legnagyobb kudarcát élte át, a harmadosztályba került.
Bár az alapítók a ma is használatos piros-fehér színösszeállítást választották, a korai évtizedekben többször is változott a játékosok által viselt mezek színe: 1925-ben, amikor a Debreceni MÁV Testgyakorlók Köre beleolvadt a Vasutasba, zöld-fehér, sőt, 1937-től lila-fehér lett az egyesület színe. A második világháború után a Vasutas visszatért a piros-fehér színhez, és ez immár állandónak is tekinthető. A kivétel a közös DMTE-DVSC korszak, amikor Debrecen város "egyesített" csapata sárga-kékben pompázott.
A II. világháborút követő évtizedek szocialista sportpolitikája alól Debrecen csapata sem vonhatta ki magát: ismét gyakoriak lettek a névváltozások, a mintát a hajdani szovjet sportszövetségek jelentették. Az egyesület neve 1948-49-ben Debreceni Vasutas Sport Egyesület, 1949-től 1955-ig Debreceni Lokomotív (ekkor született meg a csapat beceneve a "Loki"), 1955-56-ban Debreceni Törekvés, majd 1957-től 1979-ig Debreceni Vasutas SC, majd 1979-től 1989-ig DMVSC. A DMVSC a tizedik születésnapján szétvált, azóta a klub neve ismét Debreceni Vasutas Sport Club.
A Loki igazi sikerkorszaka 1993-ban kezdődött. Feljutott az élvonalba, rá egy évre pedig Garamvölgyi Lajos vezetésével bronzérmes lett. 1996-ban Sándor Tamás az Év labdarúgója lett. 1999-ben a csapat megnyerte első hazai trófeáját, a Magyar Kupát.

### 2000-es évek

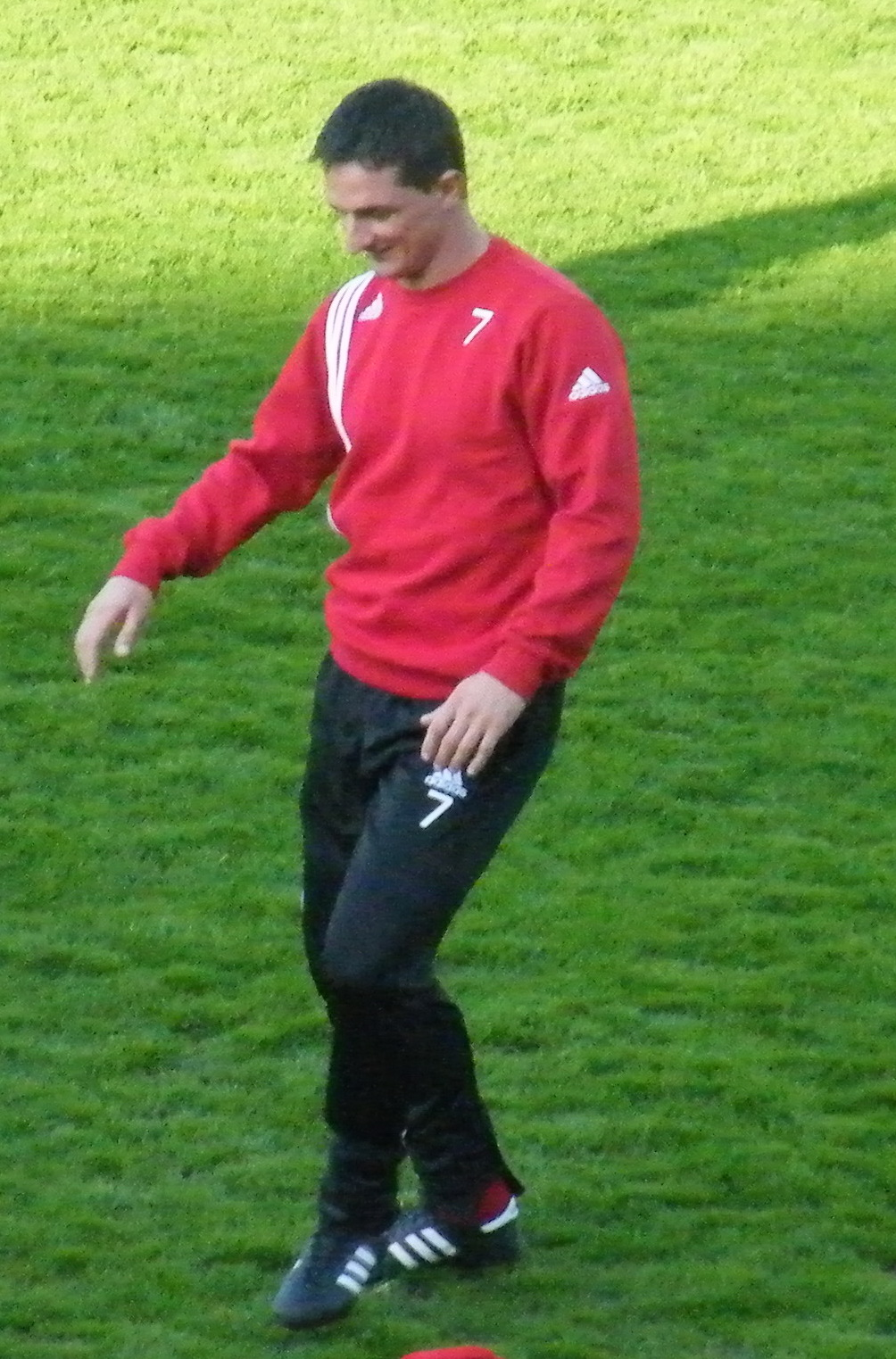
Dombi Tibor, a klub ikonikus alakja

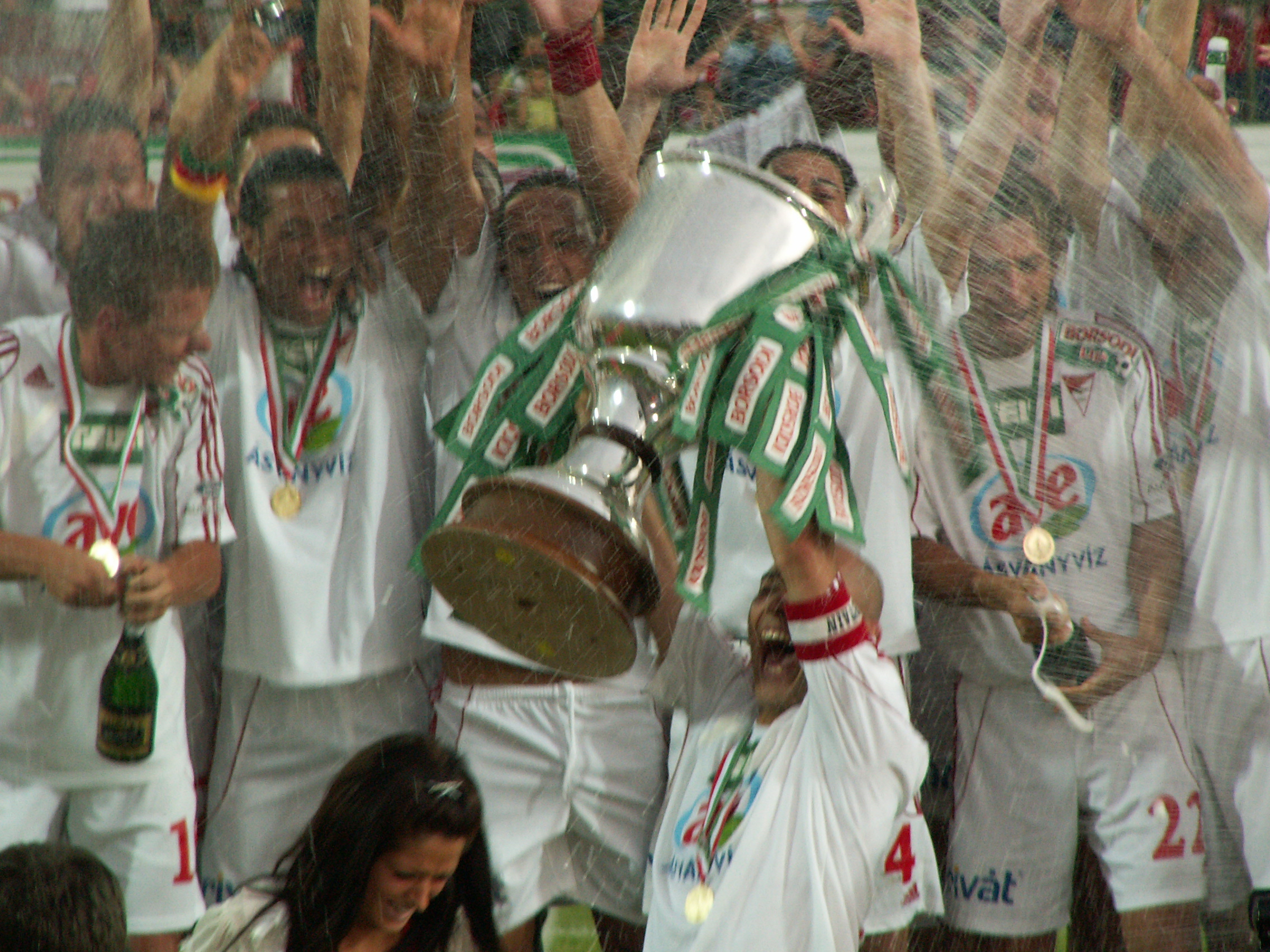
A 2006–2007-es idény győzelmével a csapat megszerezte a harmadik aranyát.

2001-ben kiesőhelyen végeztek a bajnokságban, de a BKV Előre SC csapata nem vállalta a feljutást, így a kiírás értelmében a DVSC maradt az élvonalban. 2003-ban a bajnokságban bronzérmet, a kupában ezüstérmet szerzett a csapat. Mivel a kupagyőztes és a bajnoki ezüstérmes egyaránt az FTC lett, a DVSC indulhatott az UEFA-kupában, amelynek főtábláján a 32 közé jutott, ezzel 1985 óta az első magyar csapatként egy nemzetközi kupasorozatban versenyben maradt tavaszra. 2004-ben listavezetőként várhatták az utolsó fordulót, de a rivális FTC otthonában vereséget szenvedtek, ami a másik rivális, az Újpest FC döntetlenjével együtt azt jelentette, hogy csak a bronzérmet sikerült megszerezni. 2005-ben a csapat a történetében először megnyerte a Borsodi Ligát, ami után a csapat először játszhatott a Bajnokok Ligájába való kerülésért, ami azonban nem sikerült. 2006-ban a Loki ismét bajnok lett, miután a június 3-ai záróforduló során a csapat legyőzte a Pápa csapatát, mialatt a listavezető Újpest FC vereséget szenvedett az FC Fehérvár ellen.
2007-ben a csapat megszerezte zsinórban harmadik bajnoki címét, miután két fordulóval a bajnokság vége előtt hazai pályán 4-1-re verte a REAC együttesét. A triplázás korábban még egyetlen vidéki csapatnak sem sikerült, ezzel a Loki sporttörténelmet írt. 2009-ben a Loki kis szünet után, (2008-ban ezüstérmes lett) megszerezte negyedik bajnoki címét. A Diósgyőr otthonában 3-2-re nyert a Debrecen, a bajnokság 29. fordulójában. A Loki újabb sporttörténelmi eredménye, hogy a 4. bajnoki címmel a DVSC a legsikeresebb nem budapesti csapat lett. Ebben az évben, a Ferencvárosi TC után a második csapat lett, amely bejutott a Bajnokok Ligája főtáblájára, miután kettős győzelemmel (1-2; 2-1) búcsúztatták a Levszki Szófia együttesét, ott azonban nem tudtak maradandót alkotni.

### 2010-es évek

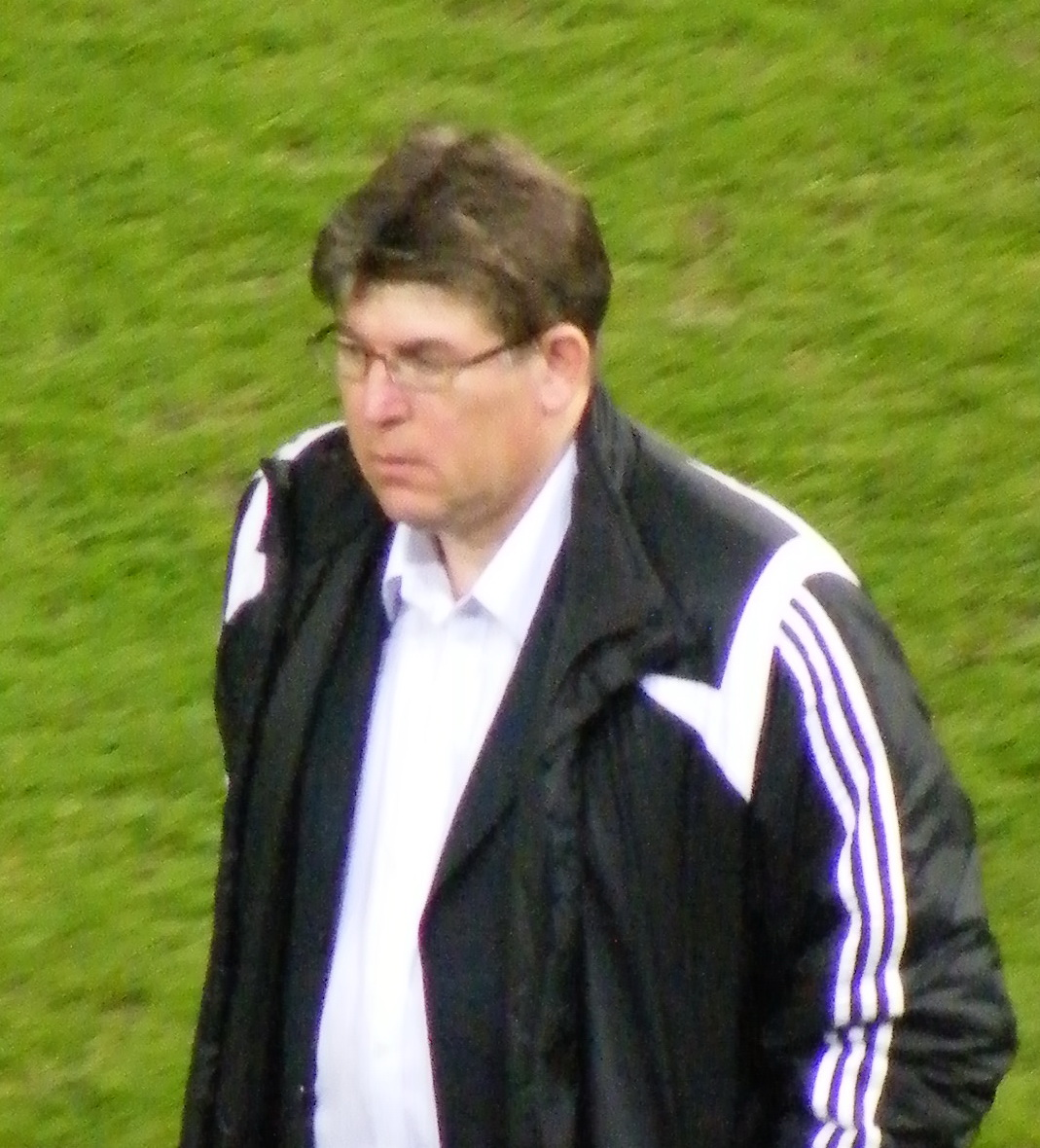
Herczeg András, a sikeredző, akivel a csapat bekerült a Bajnokok Ligája csoportkörébe és az Európa-ligába.

2010-ben a Győri ETO-nak is köszönhetően (a győriek legyőzték a második helyezett Videotont) a csapat meg tudta tartani minimális pontelőnyét és története során ötödször, ismét bajnok lett. Emellett megnyerte a kupát, a liga-kupát és a szuperkupát is (utóbbi az eredeti kiírás szerint automatikusan járt volna, de televíziós közvetítés miatt le kellett játszani a döntőt), vagyis mind a négy hazai trófeát begyűjtötte. A BL selejtezők során kettős vereséggel búcsúzott az FC Basel csapatától, így az Európa Liga selejtezőjében folytathatta klub, ahol a Levadia Tallin együttesét búcsúztatta, így bejutott az Európa Liga főtáblájára. Csak az utolsó meccsükön tudtak maradandót alkotni, amikor hazai pályán 2-0-ra megverték az UC Sampdoria együttesét. Herczeg András az év végén lejáró szerződését nem hosszabbította meg, hanem a klub technikai igazgatója lett. 2011-et már a cseh Zdenek Scasny irányításával kezdte a csapat, azonban vele sem jöttek az eredmények, így áprilisban távozott. Helyére a tartalékcsapat addigi edzőjét, a klub korábbi játékosát, Kondás Elemért nevezték ki. Így is csak az 5. helyen fejezték be a bajnokságot, hosszú idő után nem indulhattak semelyik nemzetközi kupában sem, mivel a kupából is hamar kiestek. A 2011–2012-es szezont nagyszerűen kezdték, annak ellenére, hogy az idény előtt távozott többek közt Czvitkovics Péter, az első hét bajnokijukat megnyerték, sőt az összes tétmeccset figyelembe véve, az egész őszi szezonban veretlen maradt a csapat.
2012-ben a Liga-kupa elődöntőjében szakadt meg a veretlenségi sorozat (Kecskemét-DVSC 4-0). Ez 36 meccset, és 311 napot foglalt magába. A Ferencváros legyőzésével pedig megdöntötték a klub leghosszabb bajnoki veretlenségi sorozatát. A 2011/2012-es MK döntőben az MTK gárdájával csapott össze a DVSC ahol a rendes játékidőben 3-3-as döntetlen született, a hosszabbításban nem esett gól, a tizenegyes párbajban pedig Verpecz két 11-est is kivédett, így 8-7-re nyert a Loki és története 5. Magyar Kupa elsőségét szerezte. A bajnokság 27. fordulójában az ETO parkban 0-1-ről 2-1-es diadalt aratott a DVSC, 8 pontra növelve előnyét a Videotonnal és a Győrrel szemben, így karnyújtásnyira került a 6. bajnoki címtől és a szezonbeli duplázástól. A 28. fordulóban a Pécs ellen aratott 4-0-s győzelemmel szerezte meg a DVSC a 2011-12-es bajnoki címet. A csapat veretlenül lett bajnok, erre legutóbb a magyar bajnokság történetében a Vasas volt képes, még 1966-ban. A bajnokság gólkirályát is a Loki adta, Adamo Coulibaly 20 góllal végzett az élen a mesterlövészek között. A 2012-2013-as szezon gyengébben sikerült, azonban a kupában sikerült a címvédés miután a Loki, Adamo Coulibaly duplájának köszönhetően, 2-1-re legyőzte a bajnoki címet addigra már bebiztosító Győri ETO FC csapatát.
A Debrecen megnyerte a 2013–14-es bajnokságot, így jogot formált arra, hogy részt vegyen a 2014–2015-ös UEFA-bajnokok ligája második körében. 2014. július 15-én döntetlent játszott a belfasti Cliftonville FC csapatával idegenben.
A 2018-2019-es szezon végén bronzérmet szerző csapat egy évvel később csak a bajnokság 11. helyén végzett és 27 év után kiesett az első osztályból.

### 2020-as évek
2020. július 1-jén a város önkormányzata megvásárolta Szima Gábor többségi tulajdonos részesedését, így az üzletember 19 év után távozott a debreceni klub éléről. A másodosztályba visszaeső csapathoz több saját nevelésű, volt válogatott labdarúgó, így Dzsudzsák Balázs, Korhut Mihály és Varga József is visszatért. Velük, illetve több fiatal tehetséggel a DVSC egy szezon elteltével, a 2020-2021-es NB II-es szezont megnyerve jutott vissza az élvonalba, immár a Kondás Elemért váltó Huszti Szabolcs vezetésével.
| Névváltozások        | Névváltozások                       |
| -------------------- | ----------------------------------- |
| 1902–1912 (alapítás) | Egyetértés Football Club            |
| 1912–1948            | Debreceni Vasutas                   |
| 1948–1949            | Debreceni Vasutas Sport Egyesület   |
| 1949–1955            | Debreceni Lokomotív                 |
| 1955–1956            | Debreceni Törekvés                  |
| 1957–1979            | Debreceni Vasutas Sport Club        |
| 1979–1989            | Debreceni Munkás Vasutas Sport Club |
| 1989–1995            | Debreceni Vasutas Sport Club        |
| 1995–1999            | DVSC-Epona                          |
| 1999–2001            | Debreceni VSC                       |
| 2001–2002            | Netforum-DVSC                       |
| 2002                 | Debreceni VSC                       |
| 2003–2005            | DVSC-MegaForce                      |
| 2005–2006            | DVSC-AVE Ásványvíz                  |
| 2006–2016            | DVSC-TEVA                           |
| 2016-                | Debreceni VSC                       |

| Címerek | Címerek      |
| ------- | ------------ |
| 1       | külső link 1 |
| 2       | külső link 2 |
| 3       | külső link 3 |

| Klub színek | Klub színek  |
| ----------- | ------------ |
| 1902–1925   | piros-fehér  |
| 1925– ?     | zöld-fehér   |
| ? –1937     | piros-fehér  |
| 1937–1943   | lila-fehér   |
| 1943– ?     | fekete-fehér |
| ? –1979     | piros-fehér  |
| 1979–1989   | kék-sárga    |
| 1989–       | piros-fehér  |

| Stadionok | Stadionok                |
| --------- | ------------------------ |
| 1911–1922 | Műhelytelepi Pálya       |
| 1922–1979 | Vágóhíd utca             |
| 1979–1989 | régi Nagyerdei Stadion   |
| 1989–1993 | Vágóhíd utca             |
| 1993–2014 | Oláh Gábor utcai stadion |
| 2014–     | új Nagyerdei Stadion     |

## Stadion
1979 és 89 között a Debrecen a hazai mérkőzéseit a régi Nagyerdei Stadionban játszotta. Ezt követően a meccseket átköltöztették az Oláh Gábor utcai stadionba.
A 10 200 férőhelyes Oláh Gábor utcai stadion nem felelt meg az UEFA kritériumainak, ezért a csapat a Bajnokok ligája és az Európa-liga meccseit a budapesti Puskás Ferenc Stadionban játszotta. Ebben a stadionban 42 000 szurkoló tekintette meg a bajnokok ligája meccseket a Liverpool FC, az Olympique Lyonnais és a ACF Fiorentina ellen. 2011-ben bejelentették egy új labdarúgó stadion építését.
Végül csak 2013. februárjának vége felé kezdték el alapozni az új stadiont. A pálya építését 2013. szeptember 24-én kezdték el. A stadion bejárati kapuinak építése 2013. december 24-én kezdődött. A stadion reflektor fényeit legelőször 2014. január 17-én kapcsolták fel. A 216 villanykörte 1800 luxnyi fényerőt sugároz, amely megfelel az HDTV közvetítés követelményeinek.
Az új stadiont 2014. május 1-jén adták át. 20 340 férőhelyes, az UEFA 4-es kategóriába sorolták be. Az építés költsége 12,5 milliárd forint volt.
2014. május 10-én játszották a stadionban az első hivatalos labdarúgó mérkőzést. A házigazda Debrecen az Újpest FC ellen aratott 3-1-es győzelmet. A mérkőzés első gólját Kulcsár Tamás szerezte a 27. percben.

## Játékoskeret
2024. szeptember 2-án frissítve.
| #  |     | Poszt | Név                  |
| -- | --- | ----- | -------------------- |
| 3  | HUN | V     | Hornyák Csaba        |
| 4  | ALB | V     | Jorgo Pëllumbi       |
| 5  | HUN | V     | Batik Bence          |
| 6  | CRO | KP    | Neven Đurasek        |
| 8  | HUN | CS    | Szűcs Tamás          |
| 10 | HUN | KP    | Dzsudzsák Balázs (c) |
| 11 | HUN | V     | Ferenczi János       |
| 13 | HUN | KP    | Szuhodovszki Soma    |
| 14 | MNE | V     | Meldin Drešković     |
| 16 | HUN | K     | Megyeri Balázs       |
| 17 | HUN | CS    | Bárány Donát         |
| 19 | ISL | CS    | Thorleifur Úlfarsson |

| #  |     | Poszt | Név                                                 |
| -- | --- | ----- | --------------------------------------------------- |
| 21 | HUN | CS    | Kocsis Dominik                                      |
| 22 | HUN | KP    | Vajda Botond                                        |
| 23 | ARM | KP    | Zhirayr Shaghoyan (kölcsönben az Ararat-Armeniától) |
| 24 | JPN | CS    | Naoaki Senaga                                       |
| 26 | BRA | KP    | Victor Braga                                        |
| 29 | HUN | V     | Kusnyír Erik                                        |
| 30 | SRB | V     | Aranđel Stojković (kölcsönben a Partizantól)        |
| 42 | CIV | CS    | Yacouba Silue                                       |
| 77 | HUN | CS    | Szécsi Márk                                         |
| 86 | HUN | K     | Pálfi Donát                                         |
| 87 | HUN | K     | Engedi Márk                                         |
| 94 | MNE | V     | Dušan Lagator                                       |
| 99 | FRA | KP    | Brandon Domingues                                   |

## Vezetőség és szakmai stáb
Frissítés dátuma: 2022. augusztus 10.
| Menedzsment         | Menedzsment      | Szakmai stáb    | Szakmai stáb      |
| ------------------- | ---------------- | --------------- | ----------------- |
| Elnök               | Thierry Zaengel  | Vezetőedző      | Nestor El Maestro |
| Cégvezető           | Makray Balázs    | Asszisztensedző | Nestor El Maestro |
| Klubigazgató        | Hayk Hovakimyan  | Asszisztensedző | Dombi Tibor       |
|                     |                  | Pályaedző       | Töreki Armand     |
| Erőnléti edző       | Száraz Ádám      |                 |                   |
| Kapusedző           | Balogh János     |                 |                   |
| Technikai vezető    | Frida Ferenc     |                 |                   |
| Rehabilitációs edző | Dankó Mihály     |                 |                   |
| Masszőr             | Nagy István      |                 |                   |
| Gyógymasszőr        | Szilágyi Tamás   |                 |                   |
| Csapatorvos         | Dr. Dézsi Zoltán |                 |                   |
| Csapatorvos         | Dr. Tamás Tibor  |                 |                   |
| Kit manager         | Csarnai Norbert  |                 |                   |
| Technikai vezető    | Frida Ferenc     |                 |                   |
|                     |                  |                 |                   |

## Sikerek

### Nemzeti
- Magyar Bajnokság
  -  Aranyérem (7): 2004–2005, 2005–2006, 2006–2007, 2008–2009, 2009–2010, 2011–2012, 2013–2014
  -  Ezüstérem (1): 2007–2008
  -  Bronzérem (6): 1994–1995, 2002–2003, 2003–2004, 2015–2016, 2018-2019, 2022–2023
- Magyar Kupa
  -  Győztes (6): 1999, 2001, 2008, 2010, 2012, 2013
  -  Döntős (2): 2003, 2007
- Magyar Szuperkupa
  -  Győztes (5): 2005, 2006, 2007, 2009, 2010
  -  Döntős (4): 2008, 2012, 2013, 2014
- Magyar Ligakupa
  -  Győztes (1): 2010
  -  Döntős (3): 2008, 2011, 2015
- NB II
  -  Aranyérem (8): 1942–43, 1948–49, 1959–60, 1961–62, 1978–79, 1988–89, 1992–93, 2020–2021

### Nemzetközi
- Bajnokok Ligája
  - Csoportkör (1): 2009-2010
- Európa-liga
  - Csoportkör (1): 2010-2011
- Közép-európai kupa
  -  Döntős (1): 1986

### Gólkirályok az NB I-ben
- 1987–1988: Melis Béla 19 gól
- 2011–2012: Adamo Coulibaly 20 gól
- 2012–2013: Adamo Coulibaly 18 gól

## Statisztikák
| #  | Játékos           | Gól |
| -- | ----------------- | --- |
| 1  | Sándor Tamás      | 88  |
| 2  | Adamo Coulibaly   | 66  |
| 3  | Nicolae Ilea      | 65  |
| 4  | Ibrahima Sidibe   | 59  |
| 5  | Kerekes Zsombor   | 56  |
| 6  | Kerekes György    | 54  |
| 7  | Komlóssy Imre     | 50  |
| 8  | Szabó I Endre     | 48  |
| 9  | Bódi Ádám         | 45  |
| 10 | Szakály Péter     | 41  |
| 11 | Bajzát Péter      | 38  |
| 12 | Igor Bogdanović   | 35  |
| 13 | Sidlik István     | 34  |
| 14 | Czvitkovics Péter | 33  |
| 15 | Dombi Tibor       | 31  |
| 16 | Kulcsár Tamás     | 29  |
| 17 | Dzsudzsák Balázs  | 28  |
| 18 | Rudolf Gergely    | 25  |
| 19 | Böőr Zoltán       | 24  |
| 20 | Szécsi Márk       | 24  |

| #   | Játékos          | Meccs |
| --- | ---------------- | ----- |
| 1.  | Dombi Tibor      | 437   |
| 2.  | Sándor Csaba     | 317   |
| 3.  | Bernáth Csaba    | 300   |
| 4.  | Szatmári Csaba   | 294   |
| 5.  | Sándor Tamás     | 275   |
| 6.  | Mészáros Norbert | 263   |
| 7.  | Bódi Ádám        | 261   |
| 8.  | Böőr Zoltán      | 251   |
| 9.  | Vadicska Zsolt   | 226   |
| 10. | Kiss Zoltán      | 224   |

### Legtöbb gólt szerzett játékosok egy mérkőzés alatt
| Idény   | Név             | Mérkőzés          | Végeredmény |
| 1943–44 | Szilágyi Gyula  | DVSC – Kispest    | 4–2         |
| 1997–98 | Nicolae Ilea    | DVSC – Békéscsaba | 8–0         |
| 2002–03 | Marius Şumudică | DVSC – Békéscsaba | 6–1         |
| 2007–08 | Dorge Kouemaha  | DVSC – Sopron     | 4–2         |

| Idény     | Név             | Mérkőzés            | Végeredmény |
| 1943–44   | Szilágyi Gyula  | DVSC – Dimávag      | 6–2         |
| 1943–44   | Szilágyi Gyula  | DVSC – Tisza        | 5–1         |
| 1943–44   | Szabó I Endre   | Gamma – DVSC        | 2–3         |
| 1943–44   | Sidlik István   | DVSC – Kolozsvár    | 3–1         |
| 1945–46   | Komlóssy Imre   | DVSC – Törekvés     | 8–1         |
| 1945–46   | Komlóssy Imre   | Békéscsaba – DVSC   | 3–6         |
| 1946–47   | Komlóssy Imre   | DVSC – Pereces      | 7–4         |
| 1960–61   | Puskás Lajos    | Bp. Honvéd – DVSC   | 3–4         |
| 1960–61   | Puskás Lajos    | Diósgyőr – DVSC     | 4–7         |
| 1962–63   | Puskás Lajos    | DVSC – Haladás      | 4–3         |
| 1960–61   | Kertész Tamás   | Diósgyőr – DVSC     | 4–7         |
| 1982–83   | Kerekes György  | PMSC – DVSC         | 2–3         |
| 1982-83   | Magyar Balázs   | DVSC - Siófok       | 5-0         |
| 1986–87   | Mörtel Béla     | DVSC – Videoton     | 4–1         |
| 1987–88   | Melis Béla      | DVSC – Vác          | 4–1         |
| 1996–97   | Sándor Tamás    | ZTE – DVSC          | 1–5         |
| 1996–97   | Zoran Djurisics | DVSC – Békéscsaba   | 4–0         |
| 1998–99   | Radu Sabo       | DVSC – FTC          | 6–1         |
| 1998–99   | Nicolae Ilea    | III. Kerület – DVSC | 1–5         |
| 1999–2000 | Kerekes Zsombor | DVSC – Nagykanizsa  | 3–0         |
| 2000–01   | Bajzát Péter    | DVSC – ZTE          | 4–1         |
| 2002–03   | Bajzát Péter    | DVSC – Győr         | 3–1         |
| 2002–03   | Sabin Ilie      | Újpest – DVSC       | 0–3         |
| 2005–06   | Bojan Brnović   | DVSC – REAC         | 6–1         |
| 2006–07   | Ibrahima Sidibe | DVSC – Fehérvár     | 3–1         |
| 2011–12   | Adamo Coulibaly | DVSC – Vasas        | 5–2         |
| 2011–12   | Stevo Nikolić   | DVSC – ZTE          | 5–2         |
| 2012–13   | Adamo Coulibaly | Pécs – DVSC         | 2–3         |
| 2012–13   | Adamo Coulibaly | DVSC – Siófok       | 4–1         |
| 2014–15   | Bódi Ádám       | DVSC – Győri ETO    | 5–0         |
| 2015–16   | Horváth Zsolt   | DVSC – MTK          | 3–1         |

### Zilahi-díj
A DVSC vezetősége 2000 óta minden évben díjazza az adott szezon legjobban teljesítő debreceni játékosát.

### Zilahi-díjasok
- 2025: Bárány Donát[20]
- 2024: Megyeri Balázs[21]
- 2023: Dzsudzsák Balázs[22]
- 2022: Baráth Péter[23]
- 2021: —
- 2020: Tőzsér Dániel[23]
- 2019: Bódi Ádám[24]
- 2018: Nagy Sándor[25]
- 2017: Dusan Brkovics[26]
- 2016: Mészáros Norbert[27]
- 2015: Varga József[28]
- 2014: Nenad Novakovics[29]
- 2013: Adamo Coulibaly[30]
- 2012: Varga József[31]
- 2011: Herczeg András[32][33]
- 2010: Czvitkovics Péter[34]
- 2009: Rudolf Gergely[35]
- 2008: Kerekes Zsombor[36]
- 2007: Ibrahima Sidibe[37]
- 2006: Sándor Tamás[38]
- 2005: Halmosi Péter[39]
- 2004: Sándor Tamás[40]
- 2003: Dombi Tibor[41]
- 2002: Böőr Zoltán[42]
- 2001: Sándor Csaba[42]
- 2000: Vadicska Zsolt[42]

## Nemzetközi kupaszereplés

### Közép-európai kupa
| Szezon  | Bajnokság          | Forduló    | Csapat         | 1. mérk. | 2. mérk. | Össz. |
| ------- | ------------------ | ---------- | -------------- | -------- | -------- | ----- |
| 1979-80 | Közép-európai kupa | Csoportkör | Čelik Zenica   | 0–2      | 0–0      | 0–2   |
| 1979-80 | Közép-európai kupa | Csoportkör | Hvězda Cheb    | 1-2      | 2-1      | 3–3   |
| 1979-80 | Közép-európai kupa | Csoportkör | Udinese Calcio | 0-0      | 0-2      | 0–2   |
| 1985-86 | Közép-európai kupa | Elődöntő   | NK Rijeka      |          | 1–0      | 1–0   |
| 1985-86 | Közép-európai kupa | Döntő      | AC Pisa        |          | 0-2      | 0–2   |

### Intertotó-kupa
| Szezon | Bajnokság      | Forduló    | Nemzet           | Csapat              | 1. mérk. | 2. mérk. | Össz. |
| ------ | -------------- | ---------- | ---------------- | ------------------- | -------- | -------- | ----- |
| 1998   | Intertotó-kupa | 1. forduló | Fehéroroszország | FK Dnyapro Mahiljov | 4–2      | 6–0      | 10–2  |
|        |                | 2. forduló | Csehország       | FC Hradec Králové   | 0–0      | 1–1      | 1–11  |
|        |                | 3. forduló | Németország      | FC Hansa Rostock    | 1–1      | 2–1      | 3–2   |
|        |                | Elődöntő   | Lengyelország    | KS Ruch Chorzów     | 0–1      | 0–3      | 0–4   |
| 2004   | Intertotó-kupa | 1. forduló | Szlovákia        | FC Spartak Trnava   | 0–3      | 4–1      | 4–42  |

1 A Debreceni VSC jutott tovább, idegenben lőtt több góllal.

2 A Spartak Trnava jutott tovább, idegenben lőtt több góllal.

### UEFA Konferencia Liga
| Szezon  | Bajnokság                    | Forduló         | Nemzet       | Csapat        | 1. mérk | 2. mérk. | Össz    |
| ------- | ---------------------------- | --------------- | ------------ | ------------- | ------- | -------- | ------- |
| 2023–24 | UEFA Európa Konferencia Liga | 2. selejtezőkör | Örményország | Alashkert     | 1-0 (i) | 1-2 (o)  | 2-2 (1) |
|         |                              | 3. selejtezőkör | Ausztria     | SK Rapid Wien | 0-0 (i) | 0-5 (o)  | 0-5     |

(1) A Debreceni VSC jutott tovább 11-esekkel

### UEFA Kupa/Európa Liga
Az eredményeket mindig a Debreceni VSC szemszögéből közöljük.
| Szezon  | Bajnokság   | Forduló         | Nemzet           | Csapat               | 1. mérk. | 2. mérk. | Össz. |
| ------- | ----------- | --------------- | ---------------- | -------------------- | -------- | -------- | ----- |
| 1999–00 | UEFA-kupa   | 1. forduló      | Németország      | VfL Wolfsburg        | 0–2 (i)  | 2–1 (o)  | 2–3   |
| 2001–02 | UEFA-kupa   | selejtezőkör    | Moldova          | FC Nistru Otaci      | 3–0 (o)  | 0–1 (i)  | 3–1   |
| 2001–02 | UEFA-kupa   | 1. forduló      | Franciaország    | Girondins Bordeaux   | 1–5 (i)  | 3–1 (o)  | 4–6   |
| 2003–04 | UEFA-kupa   | selejtezőkör    | Litvánia         | FK Ekranas           | 1–1 (i)  | 2–1 (o)  | 3–21  |
| 2003–04 | UEFA-kupa   | 1. forduló      | Horvátország     | NK Varteks           | 3–1 (i)  | 3–2 (o)  | 6–3   |
| 2003–04 | UEFA-kupa   | 2. forduló      | Görögország      | PAÓK                 | 1–1 (i)  | 0–0 (o)  | 1–12  |
| 2003–04 | UEFA-kupa   | 3. forduló      | Belgium          | FC Bruges            | 0–1 (i)  | 0–0 (o)  | 0–1   |
| 2005–06 | UEFA-kupa   | 1. forduló      | Ukrajna          | FK Sahtar Doneck     | 1–4 (i)  | 0–2 (o)  | 1–6   |
| 2008–09 | UEFA-kupa   | 1. selejtezőkör | Kazahsztán       | Sahtyor Karagandi FK | 1–1 (i)  | 1–0 (o)  | 2–1   |
| 2008–09 | UEFA-kupa   | 2. selejtezőkör | Svájc            | BSC Young Boys       | 1–4 (i)  | 2–3 (o)  | 3–7   |
| 2010–11 | Európa-liga | rájátszás       | Bulgária         | PFK Litex Lovecs     | 2–1 (o)  | 2–0 (i)  | 4–1   |
| 2010–11 | Európa-liga | csoportkör      | UKR              | Metaliszt Harkiv     | 0–5 (o)  | 1–2 (i)  |       |
| 2010–11 | Európa-liga | csoportkör      | ITA              | Sampdoria            | 0–1 (i)  | 2–0 (o)  |       |
| 2010–11 | Európa-liga | csoportkör      | NED              | PSV Eindhoven        | 1–2 (o)  | 0–3 (i)  |       |
| 2012–13 | Európa-liga | rájátszás       | Belgium          | FC Bruges            | 0–3 (o)  | 1–4 (i)  | 1–7   |
| 2013–14 | Európa-liga | 2. selejtezőkör | Norvégia         | Strømsgodset IF      | 2–2 (i)  | 0–3 (o)  | 2–5   |
| 2014–15 | Európa-liga | rájátszás       | Svájc            | BSC Young Boys       | 1–3 (i)  | 0–0 (o)  | 1–3   |
| 2015–16 | Európa-liga | 1. selejtezőkör | Montenegró       | FK Sutjeska Nikšić   | 3–0 (o)  | 0–2 (i)  | 3–2   |
| 2015–16 | Európa-liga | 2. selejtezőkör | Lettország       | Skonto FK            | 2–2 (i)  | 9–2 (o)  | 11–4  |
| 2015–16 | Európa-liga | 3. selejtezőkör | Norvégia         | Rosenborg BK         | 2–3 (o)  | 1–3 (i)  | 3–6   |
| 2016–17 | Európa-liga | 1. selejtezőkör | SMR              | SP La Fiorita        | 5–0 (i)  | 2–0 (o)  | 7–0   |
| 2016–17 | Európa-liga | 2. selejtezőkör | Fehéroroszország | FK Tarpeda Zsodzina  | 1–2 (o)  | 0–1 (i)  | 1–3   |
| 2019–20 | Európa-liga | 1. selejtezőkör | ALB              | FK Kukësi            | 3–0 (o)  | 1–1 (i)  | 4-1   |
| 2019–20 | Európa-liga | 2. selejtezőkör | Olaszország      | Torino FC            | 0-3 (i)  | 1–4 (o)  | 1–7   |

1 A Debreceni VSC jutott tovább, hosszabbítás után.

2 A Debreceni VSC jutott tovább, idegenben lőtt több góllal.

### UEFA-bajnokok ligája
| Szezon  | Bajnokság            | Forduló         | Nemzet               | Csapat              | 1. mérk. | 2. mérk. | Össz. |
| ------- | -------------------- | --------------- | -------------------- | ------------------- | -------- | -------- | ----- |
| 2005–06 | UEFA-bajnokok ligája | 2. selejtezőkör | Horvátország         | HNK Hajduk Split    | 3–0      | 5–0      | 8–0   |
| 2005–06 | UEFA-bajnokok ligája | 3. selejtezőkör | Anglia               | Manchester United   | 0–3      | 0–3      | 0–6   |
| 2006–07 | UEFA-bajnokok ligája | 2. selejtezőkör | Macedónia            | FK Rabotnicski      | 1–1      | 1–4      | 2–5   |
| 2007–08 | UEFA-bajnokok ligája | 2. selejtezőkör | Svédország           | IF Elfsborg         | 0–1      | 0–0      | 0–1   |
| 2009–10 | UEFA-bajnokok ligája | 2. selejtezőkör | Svédország           | Kalmar FF           | 2–0      | 1–3      | 3–31  |
| 2009–10 | UEFA-bajnokok ligája | 3. selejtezőkör | Észtország           | Levadia Tallinn     | 1–0      | 1–0      | 2–0   |
| 2009–10 | UEFA-bajnokok ligája | Rájátszás       | Bulgária             | Levszki Szófia      | 2–1      | 2–0      | 4–1 Q |
| 2009–10 | UEFA-bajnokok ligája | csoportkör      | Anglia               | Liverpool           | 0–1      | 0–1      | X     |
| 2009–10 | UEFA-bajnokok ligája | csoportkör      | Franciaország        | Lyon                | 0–4      | 0–4      | X     |
| 2009–10 | UEFA-bajnokok ligája | csoportkör      | Olaszország          | Fiorentina          | 3–4      | 2–5      | X     |
| 2010–11 | UEFA-bajnokok ligája | 2. selejtezőkör | Észtország           | Levadia Tallinn     | 1–1      | 3–2      | 4–3   |
| 2010–11 | UEFA-bajnokok ligája | 3. selejtezőkör | Svájc                | FC Basel            | 0–2      | 1–3      | 1–5   |
| 2012–13 | UEFA-bajnokok ligája | 2. selejtezőkör | Albánia              | KF Skënderbeu Korçë | 0–1      | 3–0      | 3–1   |
| 2012–13 | UEFA-bajnokok ligája | 3. selejtezőkör | Belarusz Köztársaság | BATE Boriszov       | 1–1      | 0–2      | 1–3   |
| 2014–15 | UEFA-bajnokok ligája | 2. selejtezőkör | Észak-Írország       | Cliftonville FC     | 0–0      | 2–0      | 2–0   |
| 2014–15 | UEFA-bajnokok ligája | 3. selejtezőkör | Belarusz Köztársaság | BATE Boriszov       | 1–0      | 1–3      | 2–3   |

- 1 több idegenben szerzett góllal jutott tovább a Debrecen.
- Q – Kvalifikálva a 2009–2010-es UEFA-bajnokok ligája csoportkörébe
- Vastag eredménnyel a Debreceni VSC győztes mérkőzéseit jelöltük.

### Összesítés
Utolsó módosítás: 2020. október 16. (aktuális)
| Kiírás                | M  | Gy | D  | V  | Rg  | Kg  | Gk  |
| --------------------- | -- | -- | -- | -- | --- | --- | --- |
| UEFA-kupa/Európa-liga | 46 | 15 | 09 | 22 | 064 | 075 | –11 |
| Bajnokok Ligája       | 30 | 11 | 04 | 15 | 036 | 047 | –11 |
| Intertotó-kupa        | 10 | 04 | 03 | 03 | 018 | 013 | 0+5 |
| Közép-európai kupa    | 08 | 02 | 02 | 04 | 04  | 09  | 0–5 |
| Összesen              | 94 | 32 | 18 | 44 | 122 | 144 | –22 |

### UEFA csapat koefficiens
Forrás: 
| Szezon    | Koefficiens pontszám (adott szezon) | Összesített pontszám (utolsó 5 szezon alapján) | Helyezés |
| --------- | ----------------------------------- | ---------------------------------------------- | -------- |
| 2000–2001 | 01,333                              | 09,541                                         | 204      |
| 2001–2002 | 02,750                              | 10,874                                         | 199      |
| 2002–2003 | 01,583                              | 10,395                                         | 206      |
| 2003–2004 | 08,595                              | 16,046                                         | 129      |
| 2004–2005 | 01,375                              | 14,390                                         | 147      |
| 2005–2006 | 00,330                              | 13,840                                         | 149      |
| 2006–2007 | 00,330                              | 11,675                                         | 158      |
| 2007–2008 | 00,330                              | 10,960                                         | 162      |
| 2008–2009 | 00,200                              | 01,633                                         | 242      |
| 2009–2010 | 04,550                              | 05,350                                         | 191      |
| 2010–2011 | 02,550                              | 07,700                                         | 175      |
| 2011–2012 | 00,450                              | 07,950                                         | 173      |
| 2012–2013 | 02,100                              | 09,850                                         | 157      |
| 2013–2014 | 00,675                              | 10,325                                         | 159      |
| 2014–2015 | 01,925                              | 07,700                                         | 206      |
| 2015–2016 | 01,325                              | 06,475                                         | 224      |
| 2016–2017 | 00,875                              | 06,900                                         | 201      |
| 2017–2018 | 00,000                              | 03,500                                         | 278      |
| 2018–2019 | 00,000                              | 03,000                                         | 315      |
| 2019–2020 | 00,000                              | 03,000                                         | 316      |
| 2020–2021 | 00,000                              | 02,000                                         | 314      |
| 2021–2022 | 00,000                              | 01,500                                         | 314 =    |
| 2022–2023 | 00,000                              | 01,500                                         | 297      |
| 2023–2024 | 00,0                                | 03,000                                         | 309      |

Dőlttel a még le nem zárult szezonban elért eredményt jelöltük.

## A klub edzői
- Wampetits István (1921–1925)
- Frontz Antal (1926–1927)
- Szolárszky Béla (1929–1930)
- Lindenberger Gyula (1930–1936)
- Wampetits István (1936–1937)
- Merényi Lajos (1937–1938)
- Keviczky Rudolf (1938–1939)
- Sipos (1939–1940)
- Sidlik István (1940)
- Palotás István (1940–1942)
- Nagy Géza (1942)
- Wéber Lajos (1942)
- Palotás István (1942–1943)
- Móré János (1943–1944)
- Palotás István (1945)
- Orosz Mihály (1945)
- Palotás István (1945–1947)
- Markos Imre (1947–1948)
- Palotás István (1948–1950)
- Kántor Dezső (1950)
- Móré János (1950–1952)
- Rátkai Ferenc (1952)
- Kalocsay Géza (1952)
- Szilárd Elek (1952–1953)
- Lyka Antal (1953–1954)
- Palotás István (1955–1957)
- Móré János (1957–1959)
- Tisza András (1959)
- Teleki Gyula (1959–1961)
- Magyar Ferenc (1961–1962)
- Lyka Antal (1962–1963)
- Lóránt Gyula (1963)
- Domán Gyula (1964)
- Szűcs György (1964–1965)
- Komlóssy Imre (1965–1967)
- Bányai Nándor (1967)
- Sidlik István (1967)
- Sárosi László (1968)
- Nagyszalóki András (1969)
- Pyber István (1970–1972)
- Nagy János (1972–1973)
- Leányvári László (1973)
- Marosvári Béla (1973–1974)
- Leányvári László (1974)
- Makray Balázs (1975–1978)
- Teleki Gyula (1978–1980)
- Kovács Ferenc (1980–1983)
- Lakat Károly (1983)
- Kertész Tamás (1983–1984)
- Nagy György (1984)
- Petróczi Gábor (1984–1985)
- Puskás Lajos (1985–1987)
- Kiss László (1987)
- Vaczlavik Ferenc (1987–1988)
- Temesvári Miklós (1988–1990)
- Szabó Béla (1990)
- Nagykaposi Elemér (1991)
- Ebedli Ferenc (1992)
- Garamvölgyi Lajos (1993–1996)
- Dunai Antal (1996–1997)
- Herczeg András (1997–1998)
- Garamvölgyi Lajos (1998–2000)
- Komjáti András (2000–2001)
- Pajkos János (2001)
- Dajka László (2002)
- Szentes Lázár (2002–2004)
- Supka Attila (2004–2006)
- Miroslav Beránek (2006–2007)
- Herczeg András (2007–2010)
- Zdeněk Ščasný (2011)
- Kondás Elemér (2011–2016)
- Leonel Pontes (2016–2017)
- Herczeg András (2017–2019)
- Vitelki Zoltán (2019–2020)
- Kondás Elemér (2020–2021)
- Huszti Szabolcs (2021)
- Joan Carrillo (2021–2022)
- João Janeiro (2022)
- Dombi Tibor mb. (2022)
- Srđan Blagojević (2022–2024)
- Máté Csaba (2024)
- Nestor El Maestro (2024–2025)

## Szurkolók
Magyarországon a debreceni Red Front szurkolói csoport az elsők között alakult meg 1991-ben.
Jelenleg is számos csoport működik, a fő vezetői csoport a Szívtiprók Ultras Debrecen (SZ.U.D.) 1994 óta, köreikben és követőik között több száz fő működik, ők alkotják a debreceni B-közepet, idegenben is minden tétmérkőzésen. A csoportra 1994 óta nagyon szervezett forma és egység mondható el. Van, hogy hazai környezetben változatos látványtervekkel rukkolnak elő meccsek kezdetekor a piros-fehérek. A B szektor befogadóképessége akár 2500 fő is lehet, amit rangadókon sokszor töltenek meg a Debrecenért szorító drukkerek.
A Szívitprók mellett számos kisebb szurkolói társaságot számlál a Debreceni VSC, a városban nagyon népszerű a klub, mint az egész megyében, de vannak fővárosiak is, akik a Debrecenért szorítanak, illetve Nyugat-Magyarországon is akad Debrecen fanatikus.
A debreceni ultrák számos alkalommal jótékonykodtak már beteg gyermekeknek, illetve árva gyermekeknek 1902 darab plüssállatot gyűjtöttek össze szűk fél év alatt 2011-ben, vagy éppen belépőt ajánlottak fel. Az Oláh Gábor utcai Stadionban nagyobb rendbontás nem történt még. A labdarúgás mellett szervezetten a női kézilabda is megmozgatja a hajdúsági ultrák többségét.
Az ősi rivális és ellenségnek mondhatók a nyíregyházi drukkerek, és a békéscsabaiak, illetve a fővárosban a Ferencváros, Újpest ezen kívül még a Fehérváriakkal is történt egysmás illetve Vasas szurkolókkal alakult ki az ellenérzés. A nyugat-magyarországi riválisok szurkolói szempontból a kisebb létszámú zalaegerszegi, győri, illetve pécsi ultrák.
A Debrecen szurkolók vezető csoportja, a SZ.U.D. baráti szálakat épített a dunaújvárosi Red Alert Ultras legénységével és a soproni ultrákkal, illetve baráti szálak és a semlegesnél talán jobb viszony mondható el a Diósgyőr és a Kiskunhalas fanatikusaival.
Külföldön is alakultak ki barátságok a debreceniek körében, a német Boys Bielefeld 1995 tagjaival mondható el a szoros barátság (SZ.U.D. - Boys Bielefeld).
Jelenlegi csoportok
- Szívtiprók Ultras Debrecen (1994–2021)
- SZ.U.D. Budapest (2000–2021)
- SZ.U.D. Nagyvárad (2003–2021)
- SZ.U.D. Hódmezővásárhely (2009–2021)
- Red Territory (1993–1995 )
- Force Field (1996–2007)
- Vadmacskák (1997–)
- Sziporkák (2009–)
- Debrecen Hooligans(2009–2010)
- Barrabrava Debrecen (2012–2014)
- Lázadó Ifjúság (2012–2013)
- Locomotiva Gruppo (2011–2015) [forrás?]
- Balmaz Front (1999–2000)
- Cívis Ifjak (2015–2016)
- Dunántúli Lokistáķ (2008–)
- Erdélyi DVSC Szurkolók Klubja (2023–)
- Red Kids (2019–)

Régebbi csoportok
- Boys 1902 (2007–2010)
- Red Front (1991–?)
- Bad Boys Debrecen (1999–2003)
- Red Sharks Hooligans (1996–2005)
- Red Veterans (1996–2003)
- Unscarred (1994–2002)
- North Side Hooligans (1992–2006)
- Red Phoenix (1993–2000)
- Wrong Side
- Civic City Rowdies